# カウ (ソマリア)
カウ（Qaw, Gau, Kau, Qoow）はソマリアのバリ地域、ボサソ地区にある海岸沿いの町。大きな集落としてはバリ地域の西端に当たり、その西隣の町はサナーグ地域に属するエル・アヨ。別名ベンダーシヤダ(ソマリ語: Bender Siyaada, Bandar Siyada, Bandar Ziàda, Bendersiyada, Bender Ziada)。
カウにはプントランド海事警察の基地がある。
ソマリア内戦後しばらくは密貿易の拠点となったが、2010年にプントランドの基地ができてからは比較的安定している。

## 要人
- カウ知事（Guddoomiya degmada Qaw）
  - Rashiid Xabiib Jaamac 2017[2] - 2019[3]

## 歴史
カウの主な住民はソマリ人のマジェルテーン氏族。当時、マジェルテーン氏族はこの町を西端として今日のバリ地域などに住んでいた。一方、近親氏族のワルサンガリ氏族はマジェルテーン氏族居住地域の西に住んでおり、カウにも少数ながら住んでいた。

### ソマリア独立前の国境問題
1948年に書かれたイタリア政府の見解書によれば、イギリス政府は1886年にワルサンガリ氏族と協定を結んで彼らの居住地を保護国化し、一方イタリア政府は1889年にマジェルテーン氏族と協定を結んで居住地を保護国化し、さらに1894年にイタリアとイギリスは東経49度を境にイギリス領とイタリア領を分ける協定を結んだが、カウはマジェルテーン氏族主体の町だったため1907年に再度イギリスイタリア間でカウをイタリア領とする協定が結ばれた。
1925年に出版された本には次のように書かれている。
人口はワベーネーイェ族と、少数のワルサンガリ族の支族Rear Dubeisとで構成されている。ワベーネーイェ族はReer Idris Arrale, Arrale Egal, Ali Suber, Idris Ali, Dubという5つの部族に分かれている。ワベーネーイェ族の長はアブダラ・アブドゥラマン、通称アブダラ・ジュンガシだが、国王は王家に属するアリ・グレを長と見なしている。 ベンダージアダの人口は約400人にのぼる。 村には3つの砦（うち2つはReer Idris Arrale、1つはreer Dub）があり、5つの家と2つの石造りのモスク、そして約200の小屋がある。 飲み水は、町から200メートルほど離れたところにある1つの井戸から汲んでいる。—Stefano, Grande、La Migiurtinia Ed Il Territorio Del Nugál
1948年、イギリス政府はイタリア政府に対して、Bandar Siyadaをイギリス領ソマリランドに含めるべきだとイタリア政府に提案し、米国とフランスの支持を得たが、ソビエト連邦政府はイタリア政府がすでにこの地の権利を放棄しているとして拒否した。

### ソマリア内戦後 - 密輸拠点
1991年、バーレ政権が崩壊すると、イスラーム武装勢力アル・イッティハード・アル・イスラミア(AIAI)がソマリア南部の港町キスマヨで立ち上がったが、バーレ政権を倒したアイディード軍閥に敗れ、カウに拠点を移した。AIAIはそこからソマリア各地、特にソマリア南部に勢力を広げた。1992年6月にはソマリア北東の最大勢力ソマリ救済民主戦線（プントランドの前身）を攻撃し、一時はボサソ港も占領したが、すぐに反撃されてカウの西にあるラス・コレーまで撤退した。
1999年、ボサソ警察はカウやマレロとイエメンとの間で移民、麻薬、弾薬の不法輸送が行われているとして取り締まりを強化し、弾薬などを積んだボート2隻を押収した。
2006年の報道によれば、カウはイエメンへの人身売買の輸出拠点とされていた。そのためプントランド警察は取り締まりを強化している。2012年にも似た報道がされている。
2008年3月の国連難民高等弁務官事務所(UNHCR)が作成した地図には、カウがボサソ、エル・アヨ、マレロ、Shimbiroと共に密輸拠点として挙げられている。

### プントランドによる支配
2010年5月、プントランドはカウに新しい海軍基地を作った。担当したのはプントランドの港湾大臣サイード・マハメド・ラーゲ。
2012年7月、国連のソマリアエリトリア監視グループ（SEMG）が発行した報告書によると、ソマリアへの武器禁輸措置にもかかわらず多くの国がソマリアに軍事物資を送っており、特にアメリカ中央情報局(CIA)がカウのプントランド兵を訓練しているとされている。
2013年9月、プントランド政府は、海賊を取り締まるため、カウ（Qaw）とエイルに海軍学校を設けると発表した。
2014年2月、プントランドの女性大臣アニサ・ハジムミンはカウについて、ボサソから1時間足らずの場所にもかかわらず、小中学校、病院、道路、雇用機会が不足していると語った。
2014年5月、ボサソ南部の村でトラックを焼き討ちにした容疑で、プントランド軍法廷はカウ地区に属する海軍兵士14人に懲役5年の判決を下した。
2015年2月、カウでCiise Maxamad Ciiseがワベーネーイェ氏族の族長に就任した。
2016年3月、ボサソ警察はアル・シャバブに協力した疑いがあるとして156人を逮捕した。ボサソとカウの間でも多数が逮捕された。
2017年4月、カウで土で埋まっていたワジの復旧工事が行われた。
2017年の報道で、赤十字国際委員会がソマリア北部の漁村、エイル、カウ、ホビョなどで漁獲量改善の支援を行ってきた、と発表されている。
2018年5月、カウの農業地域が集中豪雨で大きな被害を受けた。当時、カウは東の大きな町ボサソへの野菜の供給源だった。
2019年7月、ニューヨーク・タイムズはソマリアのボサソでアラブ首長国連邦とカタールが天然資源利権を得るためソマリアの町に武器や傭兵を援助していると報じられており、ソマリ新聞ヒーラーン・オンラインはその援助先の一つがカウであるとしている。
2019年11月、鯨の死骸がカウの海岸に打ち上げられて話題となった。
2021年2月、プントランド軍はカウを含めたプントランド北岸で違法漁業の取り締まりを行い、イエメンから来た漁師を逮捕した。3月にはカウ、エル・アヨ、デュルデュリ、ラス・コレーなどで違法漁業を行っていたイエメン国籍のトロール船10隻を押収した。